# 四湖庄 (苗栗郡)

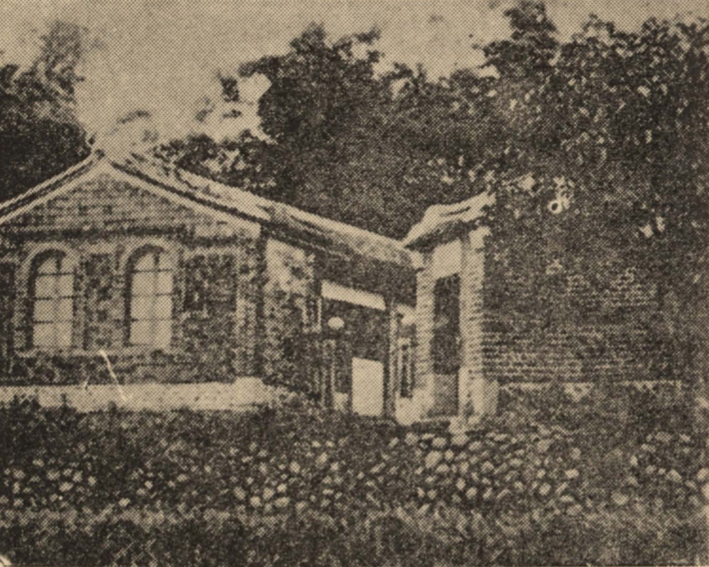
四湖庄役場

四湖庄為台灣日治時期1920年至1945年間存在之行政區，轄屬新竹州苗栗郡。今苗栗縣西湖鄉。

## 行政區劃
四湖庄在臺灣日治時期行政區劃的十二廳時期原屬新竹廳苗栗一堡之高埔庄、鴨母坑庄、二湖、三湖、四湖、五湖。1920年10月，上述6庄合併為「四湖庄」，轄域內分為高埔、鴨母坑、二湖、三湖、四湖、五湖等6個大字。庄役場原設於三湖大字店仔街，於1935年遷至鴨母坑。

## 設施
- 四湖役場
- 五湖警察官吏派出所
- 三湖警察官吏派出所
- 四湖公學校（今苗栗縣西湖鄉西湖國民小學）
- 五湖公學校（今苗栗縣西湖鄉五湖國民小學）